# Wielki Steward Szkocji
Wielki Steward Szkocji jest na pierwszym miejscu wśród Wielkich Urzędników Państwowych. Godność w XI–XIII w. stała się dziedziczna w rodzie potomków normańskiego rycerza Waltera, pierwszego Wielkiego Stewarda Szkocji. Stąd pochodzi nazwisko szkockiego rodu i klanu Stewart (Steward), którego gałąź dała początek szkockiej i brytyjskiej dynastii Stuartów. Od 1398 roku stewardem jest Książę Rothesay.   
- Walter Fitzalan, 1. Wielki Steward Szkocji 1150–1177
- Alan Fitzwalter, 2. Wielki Steward Szkocji 1177–1204
- Walter Stewart, 3. Wielki Steward Szkocji 1204–1241
- Alexander Stewart, 4. Wielki Steward Szkocji 1241–1283
- Jakub Stewart, 5. Wielki Steward Szkocji 1283–1309
- Walter Stewart, 6. Wielki Steward Szkocji 1309–1327
- Robert Stewart, 7. Wielki Steward Szkocji 1327–1371
- David Stewart, 8. Wielki Steward Szkocji i Książę Rothesay 1398–1402
- Jakub Stewart, 9. Wielki Steward Szkocji i Książę Rothesay 1402–1406
- Alexander Stewart, 10. Wielki Steward Szkocji i Książę Rothesay 1430
- Jakub Stewart, 11. Wielki Steward Szkocji i Książę Rothesay 1430–1437
- Jakub Stewart, 12. Wielki Steward Szkocji i Książę Rothesay 1453–1460
- Jakub Stewart, 13. Wielki Steward Szkocji i Książę Rothesay 1473–1488
- Jakub Stewart, 14. Wielki Steward Szkocji i Książę Rothesay 1507–1508
- Artur Stewart, 15. Wielki Steward Szkocji i Książę Rothesay 1509–1510
- Jakub Stewart, 16. Wielki Steward Szkocji i Książę Rothesay 1512–1513
- Jakub Stewart, 17. Wielki Steward Szkocji i Książę Rothesay 1540–1541
- Jakub Stewart, 18. Wielki Steward Szkocji i Książę Rothesay 1566–1567
- Henryk Fryderyk Stewart, 19. Wielki Steward Szkocji i Książę Rothesay 1594–1612
- Karol Stewart, 20. Wielki Steward Szkocji i Książę Rothesay 1612–1625
- Henryk Jakub Stewart, 21. Wielki Steward Szkocji, Książę Rothesay i Książę Kornwalii 1629
- Karol Stewart, 22. Wielki Steward Szkocji i Książę Rothesay 1630–1649
- Jakub Stewart, 23. Wielki Steward Szkocji i Książę Rothesay 1688–1689
- Jerzy August, 24. Wielki Steward Szkocji i Książę Rothesay 1714–1727
- Fryderyk Ludwik, 25. Wielki Steward Szkocji i Książę Rothesay 1727–1751
- Jerzy, 26. Wielki Steward Szkocji i Książę Rothesay 1762–1820
- Albert Edward, 27. Wielki Steward Szkocji i Książę Rothesay 1841–1901
- Jerzy, 28. Wielki Steward Szkocji i Książę Rothesay 1901–1910
- Edward, 29. Wielki Steward Szkocji i Książę Rothesay 1910–1936
- Karol, 30. Wielki Steward Szkocji i Książę Rothesay 1952-